# Venus (geslacht)
Venus is een geslacht van tweekleppigen uit de familie Veneridae.

## Soorten
- Venus albina G.B. Sowerby II, 1853
- Venus casina Linnaeus, 1758
- Venus cassinaeformis (Yokoyama, 1926)
- Venus chevreuxi Dautzenberg, 1891
- Venus crebrisulca Lamarck, 1818
- Venus declivis G.B. Sowerby II, 1853
- Venus lyra Hanley, 1845
- Venus nux Gmelin, 1791
- Venus subrosalina Tomlin, 1923
- Venus thomassini Fischer-Piette & Vukadinovic, 1977
- Venus verdensis Dautzenberg & H. Fischer, 1906
- Venus verrucosa Linnaeus, 1758